# Lamzoudia
Lamzoudia (franska: Lamzoudia (CR), Lamzoudia (Commune Rurale), arabiska: أيت هادي) är en kommun i Marocko.   Den ligger i provinsen Chichaoua och regionen Marrakech-Safi, i den centrala delen av landet, 300 km sydväst om huvudstaden Rabat. Antalet invånare är 22 439.